# پروانه‌های غربی
پروانه‌های غربی (Hesperiidae) تیره‌ای از حشرات هستند که پروازی تیز و سریع دارند. پروانه‌های غربی به راستهٔ پولک‌بالان (Lepidoptera) تعلق دارند. تیره پروانه‌های غربی دارای ۳۵۰۰ گونه است. زیستگاه این تیره بیشتر در آمریکای مرکزی و جنوبی است.

## ریشه‌شناسی نام
Hesperiidae خانواده ای از پروانه‌ها است که معمولاً به عنوان skipper شناخته می‌شوند. کلمه «هسپریا» از یونانی به معنای «غربی» می‌آید که به منشأ بسیاری از گونه‌های خانواده اشاره دارد. پسوند -idae نشان می‌دهد که این یک خانواده از حیوانات است که از قرارداد نامگذاری طبقه‌بندی پیروی می‌کند.